# 처단자
《처단자》(Rent-A-Cop)는 미국에서 제작된 제리 런던 감독의 1987년 액션, 코미디, 범죄 영화이다. 버트 레이놀즈 등이 주연으로 출연하였고 레이몬드 와그너 등이 제작에 참여하였다.
이 영화의 미국 영화표를 통한 판매 수익은 $300,000 미만이었다. 1987년 11월 26일 서독에서 첫 개봉한 뒤 미국 초연은 2개월 뒤인 1988년 1월 15일 이루어졌다. 시카고를 배경으로 하는 이 영화는 대부분 이탈리아에서 촬영되었다.

## 출연

### 주연
- 버트 레이놀즈
- 라이자 미넬리

### 조연
- 제임스 레마
- 리처드 마저
- 베니 케이시
- 존 스탠턴
- 디온느 워윅
- 존 P. 라이언
- 로비 벤슨

## 기타
- 협력프로듀서: 존 D. 스코필드
- 미술: 안소니 마스터스
- 의상: 모스 마브리
- 배역: 주디스 홀스트러
- 배역: 마시아 로스